# 幕下 (相撲)
幕下，是日本大相撲等級的第四級，三段目之上，十兩之下。正式名稱「幕下二段目」或力士養成員，幕下的意思是幕內之下。
在目前的番付中，該等級有120名選手(60人在東，60人在西，包括因業餘相撲出色而預留名額的力士)。優秀的力士從前相撲開始，最快4個場所可昇至幕下。與關取不同，幕下力士在季賽期間只參加七次比賽(其他時候服侍關取)。
幕下通常被認為是成為專業力士(關取)的第一步，此外，它可以被認為是競爭最激烈的部門，年輕的相撲選手正在與那些從十兩陷落並決心重新獲得更高級別的舊相撲選手競爭。一個關鍵的激勵因素是排在最頂級的幕下筆頭與最低的十兩十四枚目排名之間的待遇差異，這被認為是天堂和地獄之別：幕下或更低級的力士要為相撲部屋中所有人服務，而十兩則有隨從服侍，同樣地，十兩獲得月薪，而幕下與下面的力士則只獲得了小額的生活津貼。
如排名首30的幕下力士，在比賽中贏得所有七場比賽，則無條件晉級十兩，他被正式承認為力士，也可梳大銀杏髮髻。
幕下也可指十兩以下的四個等級的相撲選手，因他們被認為是仍在受訓中的相撲選手。